# Кругосветное плавание Фрэнсиса Дрейка
Кругосветное плавание Фрэнсиса Дрейка — важное историческое морское событие, которое продолжалось с 15 декабря 1577 года по 26 сентября 1580 года. Плавание возглавлялось Фрэнсисом Дрейком по санкции королевы Елизаветы I и положило начало вызова Англии мировому господству Испании. В плавании приняли участие пять кораблей.
Кругосветное плавание Фрэнсиса Дрейка относят к числу самых знаменитых английских морских кампаний времён Елизаветы Тюдор. Достаточно долго исследователи полагали, что «кругосветная экспедиция Дрейка являлась королевской каперской операцией, призванной отомстить за обиды, нанесённые английской королеве королём Испании». Однако ряд учёных не поддержали эту точку зрения, высказывая предположение, что истинные цели предприятия были иными. Например, Г. Вагнер считал, что экспедиция была предпринята, чтобы «наладить торговые связи с Молуккскими островами». К. Эндрюс, исходя из того, что Дрейк на обратном пути, продвинувшись далеко в северные широты, повернул назад, только когда не смог идти дальше, полагал, будто главной целью был поиск пролива Аниан. Не исключено, что основной задачей Дрейка было «обследование тихоокеанского побережья Америки и проверка возможности использовать Магелланов пролив для выхода в Тихий океан».
Описывая маршрут Дрейка, Большая российская энциклопедия сообщает, что он «впервые обследовал западное побережье Северной Америки до 48 градуса северной широты, пересёк Тихий океан, прошёл мимо Молуккских островов и в 1580 году с богатой добычей вернулся в Плимут, совершив, таким образом, второе (после Ф. Магеллана) кругосветное путешествие».
Отмечается, что кругосветное плавание Фрэнсиса Дрейка
перечеркнуло все тогдашние представления об устройстве вселенной и изменило ход всемирной истории.